# Junichi Watanabe (écrivain)
Pour les articles homonymes, voir Junichi Watanabe.
Junichi Watanabe (渡辺 淳一, Watanabe Jun'ichi), né le 24 octobre 1933 et mort à Tokyo le 30 avril 2014, est un écrivain japonais, connu pour ses descriptions de relations extraconjugales de personnes d'âge moyen. Son roman A Lost Paradise (en) de 1997, meilleure vente au Japon et en Asie, a été adapté au cinéma et en série télévisée. Il a écrit plus de 50 romans au total, et remporté des prix littéraires, dont le prix Naoki en 1970 pour Light and Shadow (Hikari to kage), le prix du magazine New Current Coterie pour  Makeup, le prix Yoshikawa Eiji en 1979 pour Le Soleil couchant au loin (Toki rakujitsu) et Bordel russe à Nagasaki (Nagasaki roshia yujokan),,.

## Source de la traduction
- (en) Cet article est partiellement ou en totalité issu de l’article de Wikipédia en anglais intitulé « Junichi Watanabe » (voir la liste des auteurs).